# 荻原眞子
荻原 眞子（おぎはら しんこ、1942年 - ）は、日本の文化人類学者。千葉大学名誉教授。大林太良門下。旧姓小川。

## 人物
1942年（昭和17年）、中国山西省太原市生まれ。アイヌやアムール川流域の諸民族を中心とする北方ユーラシアの総合文化研究、特にその口承文芸や精神文化を主な専門領域としている。千葉大学では、1995年（平成7年）以降、10年以上にわたってヨーロッパ各地の博物館に所蔵されているアイヌ関連資料の総合調査で指導的な立場に立った。

## 略歴
- 1961年3月：埼玉県立浦和第一女子高等学校卒業
- 1961年4月：上智大学外国語学部ロシア語学科入学
- 1965年3月：上智大学外国語学部ロシア語学科卒業
- 1967年3月：東京大学教養学部文化人類学卒業
- 1972年3月：東京大学大学院社会学研究科文化人類学専攻修士課程修了
- 1972年4月：東京大学大学院社会学研究科文化人類学専攻博士課程入学
- 1976年9月：東京大学大学院社会学研究科文化人類学専攻博士課程単位取得退学
- 1976年10月：国際商科大学（現、東京国際大学）専任講師
- 1980年4月：国際商科大学（現、東京国際大学）助教授
- 1990年4月：東京国際大学教授
- 1991年4月：湘南国際女子短期大学教授
- 1993年4月：千葉大学文学部教授
  - 1995年4月：千葉大学大学院社会文化科学研究科兼任
- 2008年3月：千葉大学を定年により退職
- 2009年：帝京平成大学教授[2]

## 著書

### 単著
- 『東北アジアの神話・伝説』東方書店、1995年8月。ISBN 978-4497954503。
- 『北方諸民族の世界観―アイヌとアムール・サハリン地域の神話・伝承』草風館、1996年3月。ISBN 978-4883230860。
- 『いのちの原点「ウマイ」 〔シベリア狩猟民文化の生命観〕』藤原書店、2021年6月。ISBN 978-4883230860。

### 編著
- 阿部年晴・伊藤亜人 編『民族文化の世界・上（儀礼と伝承の民族誌）』小学館、1990年3月。ISBN 978-4096261613。
- 阿部年晴・伊藤亜人 編『民族文化の世界・下（社会の統合と動態）』小学館、1990年3月。ISBN 4096261629。
- 福田晃 編『英雄叙事詩―アイヌ・日本からユーラシアへ』三弥井書店、2018年3月。ISBN 978-4838233434。

### 共著
- 北方言語・文化研究会 編「ニブヒ族の英雄説話」『民族接触―北の視点から』六興出版、1989年7月。ISBN 978-4845330294。
- 三上次男・神田信夫 編「第1部第II章 民族と文化の系譜」『東北アジアの民族と歴史』山川出版社〈民族の世界史3〉、1989年9月。ISBN 4-634-44030-X。

## 論文
- 「アイヌにおける動物説話の類型:神謡の一考察」『国立民族学博物館研究報告. 別冊』第5号、国立民族学博物館、349-387頁、1987年。 NAID 110004413361。

## 翻訳
- アレクセイ・オクラドニコフ『シベリア極東の考古学2 沿海州篇』河出書房新社、1982年4月。ISBN 978-4309220345。